# Papilio judicael
Papilio judicael is een vlinder uit de familie van de pages (Papilionidae). De wetenschappelijke naam van de soort is voor het eerst geldig gepubliceerd in 1888 door Charles Oberthür. Dit taxon wordt wel beschouwd als een kruising tussen Papilio menatius subsp. eurotas × Papilio warscewiczii.